# Höhlen-Langzungenflughunde
Höhlen-Langzungenflughunde (Eonycteris) sind eine Gattung von Flughunden mit drei Arten, die in Südostasien sowie in der Region Australis vorkommen.

## Merkmale
Mit einer Kopf-Rumpf-Länge von 85 bis 125 mm, einer Schwanzlänge von 12 bis 33 mm sowie einer Unterarmlänge von 60 bis 85 mm zählen die Arten zu den kleinen bis mittelgroßen Flughunden. Beim Kleinen Langzungenflughund (Eonycteris spelaea) sind Männchen mit einem Gewicht von 55 bis 82 g schwerer als Weibchen, welche 35 bis 78 g wiegen. Vermutlich kommen bei den anderen Arten ähnliche Werte vor. Das Fell hat oberseits eine dunkelbraune bis schokoladenbraune Farbe, während die Unterseite meist heller ist. Bei Männchen kommen dunkle Haarbüschel auf den Schultern vor. Im Gegensatz dazu sind diese Stellen bei Weibchen nur spärlich behaart.
Wie andere, sich von Nektar, Pollen und Fruchtsaft ernährende Flughunde besitzen die Arten eine lange Zunge mit bürstenartiger Spitze zur Aufnahme dieser Nahrung. Im Gegensatz zu den meisten anderen Langzungenflughunden (Ausnahme Notopteris) ist der Schwanz nicht rudimentär, auch wenn er keine auffällige Länge erreicht. Kennzeichnend ist das Fehlen einer Kralle an den zweiten Zehen der Füße.
Die Arten besitzen beiderseits des Anus nierenförmige Drüsen.

## Arten und Verbreitung
Folgende Arten zählen zur Gattung.
- Borneo-Langzungenflughund (Eonycteris major), ist ein Endemit Borneos.
- Philippinen-Langzungenflughund (Eonycteris robusta), lebt auf verschiedenen philippinischen Inseln.
- Kleiner Langzungenflughund (Eonycteris spelaea), ist von Indien und Süd-China über die südostasiatischen Inseln bis zu den Molukken verbreitet.

## Lebensweise
Diese Flughunde können sich an verschiedene Habitate ihres Verbreitungsgebiets anpassen. Sie wurden unter anderem in Wäldern sowie in Kulturlandschaften registriert. Wie der deutsche Name der Gattung andeutet, ruhen die Arten vorwiegend in Höhlen sowie gelegentlich in ausgehöhlten Bäumen. Abhängig von Art, Population und Größe der Höhle bilden sich am Ruheplatz kleinere Gruppen mit etwa zwölf Exemplaren oder große Kolonien. Letztere können aus einigen hundert oder mehreren tausend Individuen bestehen. Innerhalb einer Kolonie sind oft kleinere nach Geschlechtern getrennte Gruppierungen unterscheidbar, die enger zusammenhalten.
Bei Höhlen-Langzungenflughunden kommen keine festen Paarungszeiten vor. Meist ist die Hälfte aller Weibchen einer Kolonie zu einem bestimmten Zeitpunkt trächtig oder mit dem Säugen von Nachwuchs beschäftigt. Allgemein wird ein Junges (selten Zwillinge) nach etwa 200 Tagen Trächtigkeit geboren. Das Junge saugt sich an einer der Zitzen fest und verbleibt dort 4 bis 6 Wochen. Danach beginnt es mit ersten Flugversuchen. Das Junge erhält noch bis zum dritten Lebensmonat gelegentlich Muttermilch. Die Geschlechtsreife tritt nach einem Jahr ein, auch wenn sich Männchen selten vor Ende des zweiten Jahres paaren.

## Referenzliteratur
- Ronald M. Nowak: Walker's Mammals of the World. Band 1. 6. Auflage. 1999, S. 298–300, ISBN 0-8018-5789-9. Dawn Bats